# Michael Rozsypal
Michael Rozsypal (* 21. srpna 1989 Ostrava) je novinář a moderátor.
Autor nového online pořadu, který nazval Michaelův Mashup. Před živé publikum v divadle NoD si zve dvojici hostů. Od listopadu 2020 do února 2023 působil jako moderátor v internetové televizi DVTV. Osm let moderoval publicistické rozhovory a veřejné debaty v Českém rozhlase. Na Českém rozhlase Plus moderoval například pořady Interview Plus, Pro a proti, ranní vysílání nebo Debaty Plusu v regionech.
Vystudoval magisterský obor politologie na Fakultě sociálních věd Univerzity Karlovy v Praze. Semestr absolvoval také na Université Libré Bruxelles v Belgii. 

## Profesní kariéra
Do Českého rozhlasu nastoupil Michael Rozsypal na jaře 2012. Začínal v tvůrčí skupině Elévové. Necelý rok pracoval jako externí redaktor domácí redakce Radiožurnálu. Spolupracoval také s Českým rozhlasem Vltava a začal příležitostně moderovat na Českém rozhlase 6.  V červnu 2013 začal moderovat na nově vzniklém Českém rozhlase Plus. V minulosti moderoval pořady Student Plus, Trendy, Studio Leonardo a Cestopis architektury. Od podzimu 2015 moderoval pořad Interview Plus, kde byli jeho hosty například prezidenti Miloš Zeman nebo Zuzana Čaputová, premiéři, ministři, vládní i opoziční politici. Moderoval také rozhlasový prime time, ranní vysílání Českého rozhlasu Plus nebo pořad Pro a proti. Vymyslel a realizoval koncept interaktivních veřejných debat v regionech i debat o fake news pro studenty.
V létě 2020 z Českého rozhlasu odešel a měl nastoupit na CNN Prima News. Tam ale nakonec nenastoupil. V den jeho nástupu se změnilo vedení a dohoda padla.
Michael Rozsypal natočil na svůj YouTube kanál několik rozhovorů, které nazval #1x1. Se zajímavými lidmi vedl rozhovor tak dlouho, dokud společně nevypili pivo.
V listopadu 2020 nastoupil do internetové televize DVTV, kde rozšířil moderátorský tým Daniely Drtinové a Martina Veselovského. Nejdříve začal připravovat ranní souhrn nejdůležitějších a nejzajímavějších událostí dne s názvem DVTV Start. V únoru 2023 se rozhodl po více než dvou letech z týmu odejít. Za důvod označil fakt, že spolupráce vzájemně nefungovala podle představ. 
V březnu začal z pražského divadla NoD vysílat svůj nový online pořad s názvem Michaelův Mashup. Pořad je postavený na dvojicích, které byste k jednomu stolu neposadili. Pořad je za účasti publika. Smysl rozhovoru je v tom, jak se dva hosté doplňují, když spolu souhlasí i nesouhlasí. 
Moderuje veřejné akce, panelové diskuze, konference, besedy či kulaté stoly. V dětství účinkoval v dětských rolích v operách v Národním divadle Moravskoslezském v Ostravě, na vysoké škole byl členem divadelního souboru Korek, kde hrál Mrtvého ve Svatební košili v inscenaci Kytice v režii Jana Holce. Hrál postavu KRTEK1 v amatérském filmu Gorila: Příběh opičí.